# Painted Boats
Pour plus de détails, voir Fiche technique et Distribution.
Painted Boats est un film britannique réalisé par Charles Crichton, sorti en 1945.

## Synopsis
Deux familles vivent et travaillent sur des bateaux de transport de marchandises qui naviguent sur les canaux. Les Smith sont traditionnels utilisant un bateau tiré par des chevaux tandis que les Stoners sont plus modernes avec un bateau à moteur. Malgré quelques divergences d’opinion comme lorsque M. Smith désapprouve les bateaux à moteur car il prétend qu’ils soulèvent de la boue et endommagent les berges des canaux, les relations entre les familles sont généralement harmonieuses.
Au fil du temps Mary Smith et Ted Stoner commencent à se rapprocher malgré leurs points de vue divergents. Elle apprécie le rythme doux de la vie traditionnelle sur les canaux, tandis que son à lui ambition est de quitter les canaux et de s’intégrer à la vie courante le plus tôt possible. Lorsqu'éclate la Seconde Guerre mondiale, Ted est appelé au service militaire, laissant l’avenir du couple incertain.

## Fiche technique
- Titre : Painted Boats
- Réalisation : Charles Crichton
- Scénario : Stephen Black, Louis MacNeice et Michael McCarthy
- Photographie : Douglas Slocombe
- Montage : Leslie Allen
- Musique : John Greenwood
- Pays de production : Royaume-Uni
- Format : Noir et blanc - 1,37:1 - Mono
- Genre : drame
- Durée : 63 minutes
- Date de sortie : 1945

## Distribution
- Jenny Laird (en) : Mary Smith
- Bill Blewitt (en) : son père
- May Hallatt (en) : sa mère Sophia
- Robert Griffiths : Ted Stoner
- Madoline Thomas (en) : sa mère
- Grace Arnold (en) : sa sœur
- Harry Fowler : son frère Alf
- Megs Jenkins :  Glad